# 7月24日 (旧暦)
旧暦7月24日は旧暦7月の24日目である。六曜は赤口である。

## できごと
- 斉明天皇7年（ユリウス暦661年8月24日） - 斉明天皇崩御により中大兄皇子が天皇を称制
- 応安3年/建徳元年（ユリウス暦1370年8月16日） - 南朝が正平より建徳に改元
- 宝暦8年（グレゴリオ暦1758年8月27日） - 宝暦事件。神道学者・竹内敬持が公家に尊皇思想を教えた為に逮捕

## 誕生日
- 延長元年（ユリウス暦923年9月7日） - 朱雀天皇、61代天皇（+ 952年）
- 応永14年（ユリウス暦1407年8月27日） - 足利義量、室町幕府5代将軍（+ 1425年）

## 忌日
- 斉明天皇7年（ユリウス暦661年8月24日） - 皇極天皇（斉明天皇）、35・37代天皇（* 594年）
- 天長3年（ユリウス暦826年8月30日） - 藤原冬嗣、公卿・歌人、太政大臣（* 775年）
- 寛弘7年（ユリウス暦1010年9月5日） - 大江以言、平安時代の文人（* 955年）
- 弘安元年（ユリウス暦1278年8月13日） - 蘭渓道隆、僧（* 1213年）
- 貞治元年/正平17年（ユリウス暦1362年8月14日） - 細川清氏、室町幕府執事（* 生年不詳）
- 天正14年（グレゴリオ暦1586年9月7日） - 誠仁親王、正親町天皇第一皇子（* 1552年）
- 天保13年（グレゴリオ暦1842年8月29日） - 矢部定謙、江戸南町奉行（* 1789年）